# Los Dumis
Los Dumis fue un programa infantil de la televisión colombiana, emitido entre el 6 de febrero de 1977 y el 28 de noviembre de 1999. Creados por la familia Noriega Alvarado: Gustavo, Fernando, Enrique y Guillermo, en donde se trataba de enseñar a los niños la Conciencia Ciudadana, con temática similar a Plaza Sésamo, aunque con personajes completamente originales. Fue producido por Grabar Estudios Televisión propiedad de los Noriega y fueron emitidos por tres programadoras diferentes y un canal local: entre 1977 y 1986 por RCN Televisión, en 1987 por Producciones PUNCH, entre 1988 y 1999 por Caracol Televisión; todas por Canal Uno (Antes Cadena Uno) de RTVC Sistema de Medios Públicos (antes Inravisión).

## Sinopsis

### Primera generación (1977-1986)
La primera generación se desarrollaba en una calle, donde los personajes eran títeres en forma de cuatro canecas de basura, un hidrante, un buzón, un teléfono público, un semáforo, una alcantarilla, un lápiz y dos micrófonos.
Fueron nombrados como:
- Gruñón Tapas: La caneca con unos pelos.
- Gotas: El hidrante.
- Tarritos: La caneca con anteojos.
- Lupita Canecas: La caneca con pelos rizados y largos.
- Alcantarilla: La alcantarilla.
- Justo y Pepe: Los dos micrófonos.
- Grafito: el lápiz.
- Ringoberto: el teléfono público.
- Buzón.

En esa misma calle hay una tienda llamada La tienda de Juan atendida por Juan el Tendero, interpretado por Enrique Noriega. Otro de los personajes populares de los Dumis es Melodía, interpretada por Constanza Sánchez (sobrina de Enrique Noriega), quien canta las canciones de enseñanzas. Melodía sería conocida también como La China Melo, diminutivo de Melodía.

### Segunda generación (1986-1992)
La segunda generación era una banda musical liderada por Zoraida Pardo 'Zory' (también sobrina de Enrique Noriega), quien era la presentadora de esta generación, y conformada por Jenny, Marcela, Rafael y Santiago. En cada programa suceden diversas aventuras y un video musical. También tenía unas secciones llamadas Qué es y cómo funciona, con entrada de Gruñón Tapas, y El señor alcalde, donde el señor alcalde y su esposa tienen problemas y están confundidos, por eso los habitantes del pueblo acuden en su ayuda con preguntas.

### Tercera Generación (1992-1999)
La tercera y última generación eran títeres con escenarios dibujados y computarizados. Los personajes eran:
- Porfilio Bolillo
- Petronila Chisme
- Chester Bocadillo
- Cuncio Buenapapa
- Muffy Mamut
- Rousy Buenavida
- Justo Disparate
- Pepe
- Franchy Tijeras
- Lobo Buenafacha
- Amadeus
- Juanito y Sally
- La Tía Ágata
- Filemón

Tenían secciones como: Los amiguitos de reino animal, presentada por Zory y Muffy, Jugando a las noticias presentada por Melodía, Petronila y Chistín Vonsabe, Contemos un cuento presentada por Porfirio, DUMIS FM, presentada por Amadeus y Rousy, Crucigrama presentada por Rousy. Además, Justo y Pepe pasaron de ser micrófonos a ser personajes humanoides y presentadores del programa.

#### Los Mini Bibliomonstruos (1992-1995)
Se trataba de los personajes de los monstruos más famosos que contaban sus historias y canciones sobre la palabra relacionada y estaban conformadas por:
- Conde Biblioteca
- Franki Fichero
- Pósima Brujilda
- Antónimo Roquefort
- Pepe Sinónimo

Al ser exitosos personajes de la última generación, tendrían su propio spin-off. Hubo episodios donde Pósima Brujilda era alter ego de Petronila Chisme

#### Erase una vez / Clasicuentos (1997)
Se trataba de familia de osos polares que estaba conformado por El Abuelo y su nieto llamado Copito que le contaba los grandes Cuentos de los hermanos Grimm.

#### Mis Angelitos (2007)
Esta serie se transmitió para el canal EWTN y producido por (Creative Zone Corp), creado, producido y dirigido por Gustavo Noriega y trataba de un grupo de chicos, un sacerdote y una religiosa. En la aldea de San Pablo, el Padre Francisco y la Madre Beatriz instruyen a Luisito, Anita, Juanito y Pedrito en diversos aspectos de la fe, mientras el Sacristán Venancio entretiene a todos con sus hazañas bien intencionadas pero algo torpes.
Los personajes eran:
- Juanito
- Pedrito
- Anita
- Luisito
- La Madre Superiora
- La Hermana Pancracia
- Sor Ignacia
- El Padre Francisco
- José El Cartero
- Claudia
- Venancio el Sacristán